# جانگ وون-سام
جانگ وون-سام (انگلیسی: Jang Won-sam؛ زادهٔ ۹ ژوئن ۱۹۸۳) بازیکن بیس‌بال اهل کره جنوبی است.
وی در مسابقات کشوری و بین‌المللی در مجموع برندهٔ ۱ مدال طلا، ۱ مدال نقره شده‌است.